# 雪松 (加利福尼亞州)
雪松（英語：The Cedar）是位於美國加利福尼亞州普萊瑟縣的一個非建制地區。該地的面積和人口皆未知。

## 地理
雪松的座標為39°15′11″N 120°21′12″W / 39.25306°N 120.35333°W，而該地的平均海拔高度為1764米（即5787英尺）。